# Willy Thaler (Maler)
Willy Thaler (geboren 25. April 1899 in St. Gallen; gestorben 27. März 1981 ebenda) war ein Schweizer Holzschneider, Maler und Zeichner.

## Leben
Willy Thaler machte 1920/21 eine Lehre als Stickereizeichner. Ab 1922 war er an der Gewerbeschule St. Gallen Schüler von August Wanner. In den Jahren 1927, 1929 und 1930 hielt er sich im Tessin auf, 1928 besuchte er für kurze Zeit die Accademia di Brera in Mailand, er reiste auch nach Berlin. 
Thaler fertigte expressionistische Holzschnitte im Stile von Käthe Kollwitz, Felix Vallotton und Frans Masereel. Er malte farblich intensive Landschaften. 1930 war er auf der Biennale von Venedig vertreten. 1953 war er Mitgründer der internationalen Vereinigung der Holzschneider XYLON.

## Schriften (Auswahl)
- 24 Holzschnitte. Geleitwort Karl Hoenn. Zürich : Orell Füssli, 1946